# Панайот Братанов
Панайот Паскалев Братанов е български офицер, генерал-лейтенант.

## Биография
Роден е на 6 ноември 1930 г. в град Ямбол. От 1981 г. е съдебен заседател от Военната колегия. От 2 октомври 1984 г. е инструктор в отдел „Социална и национална сигурност“ на ЦК на БКП. Излиза в запаса през 1990 г.